# Ключковська Ірина Михайлівна
Іри́на Миха́йлівна Ключко́вська (нар. 16 жовтня 1954) — український науковець, публіцистка, громадська діячка, кандидат педагогічних наук, доцент, директорка Міжнародного інституту освіти, культури та зв'язків з діаспорою Національного університету «Львівська політехніка». Заслужена працівниця освіти України.

## Життєпис
Закінчила з відзнакою Львівський державний університет імені Івана Франка за спеціальністю «Романо-германські мови та література».
Із 1976 викладала французьку та англійську мови. Очолювала секцію романських мов на кафедрі іноземних мов Львівської політехніки.
Кандидат педагогічних наук, захистила дисертацію за темою «Структурування змісту інтеґративного підручника з іноземних мов для майбутніх фахівців інженерних спеціальностей».

## Науково-професійна діяльність
Автор понад 80 наукових та навчально-методичних праць. Співавтор трьох підручників з іноземних мов.
Організатор Міжнародних конгресів «Діаспора як чинник утвердження держави Україна у міжнародній спільноті», автор проекту «Відкриймо для України українську діаспору», «Назустріч новій хвилі» та «ДУДА».

## Відзнаки
- 1 грудня 2014 року нагороджена званням «Заслужений працівник освіти України»[4];
- Лауреат премії імені Ірини Калинець (2012);
- Відзнака Президента України — ювілейна медаль «25 років незалежності України» (2016).[5]
- орден Княгині Ольги III ступеня (2018) — за значний особистий внесок у національне відродження та побудову Української держави, активну участь у національно-визвольному русі, багаторічну плідну громадську діяльність та з нагоди 100-річчя проголошення Західноукраїнської Народної Республіки
- Почесний професор Львівської політехніки (2022)[6].